# Cylindromyia intermedia
Cylindromyia intermedia är en tvåvingeart som först beskrevs av Johann Wilhelm Meigen 1824.  Cylindromyia intermedia ingår i släktet Cylindromyia och familjen parasitflugor. Inga underarter finns listade i Catalogue of Life.